# São Bento do Norte
São Bento do Norte is een gemeente in de Braziliaanse deelstaat Rio Grande do Norte. De gemeente telt 3.658 inwoners (schatting 2009).